# Куллекул
Куллеку́л (рос. Куллекул, башк. Күллеҡул) — присілок у складі Благоварського району Башкортостану, Росія. Входить до складу Удрякбашівської сільської ради.
Населення — 153 особи (2010; 148 в 2002).
Національний склад:
- башкири — 92 %